# Paulownia tomentosa
Paulownia
Espèce
Le Paulownia tomentosa est une espèce d'arbres de la famille des Paulowniaceae, originaire de Chine et Corée, utilisé tant comme arbre d'ornement que comme bois d’œuvre. Il présente un intérêt sylvicole dans la perspective du réchauffement climatique. Envahissant, Paulownia tomentosa est considéré comme invasif en Europe centrale, ainsi qu’en Australie et dans certains territoires d’Amérique du Nord. 

## Nomenclature
Le naturaliste suédois Carl Peter Thunberg (1743-1828) a donné la première description valide de l’espèce sous le nom de Bignonia tomentosa en 1784, dans Systema Vegetabilium. Editio decima quarta 563, 39, description faite durant son séjour en 1775-1776, sur l’île de Dejima dans la baie de Nagasaki. Le manuscrit de Carl Thunberg rapporté du Japon sur les plantes observées sera publié plus tard en 1784 officiellement par les soins de Linné et Muray, alors qu’à cette date Linné était déjà décédé.
En 1841, le médecin et botaniste wurtembergeois Ernst Gottlieb von Steudel dans son Nomenclator Botanicus, applique les règles de priorité nomenclaturale (encore peu codifiées à l'époque). Il combine l’épithète spécifique plus ancien donné par Thunberg (tomentosa) avec le genre plus récent Paulownia, pour créer officiellement la combinaison Paulownia tomentosa (Thunb.) Steud. Il reconnait ainsi que la plante n'appartient pas vraiment au genre Bignonia parce qu'elle en diffère suffisamment morphologiquement - capsules très grandes, graines ailées, disposition des fleurs, etc. - pour mériter un genre distinct.

## Étymologie
Le nom de genre Paulownia est dédié à Anna Pavlowna, fille du tsar  Paul Ier de Russie, mariée à Guillaume II d’Orange-Nassau, devenu roi des Pays-Bas.
Le nom générique de Paulownia fut choisi en 1835 par Siebold (et Zuccarini) en l'honneur d'Anna Pavlowna, alors reine des Pays-Bas. Le naturaliste bavarois, Siebold, travaillait au service de la Compagnie hollandaise des Indes orientales et cherchait à se faire passer pour Hollandais - stratagème qui lui permit de résider dans l’île de Dejima près de Nagasaki de 1823 à 1829. Il proposa en 1835 de renommer l’espèce Bignonia tomentosa de Thunberg comme Paulownia imperialis et de créer ainsi le nouveau genre Paulownia. Mais ce n’est que Steudel qui l'a formellement publié en 1841 sous le nom de Paulownia tomentosa.
L'épithète spécifique tomentosa vient du latin tomentum, -a, -um, « ce qui sert à rembourrer », en botanique « couvert de poils longs et entrecroisés » par allusion au feuillage dont le revers est très laineux.

## Variétés
- Paulownia tomentosa var. tomentosa
- Paulownia tomentosa var. tsinlingensis (Pai) Gong Tong

## Synonymes
Paulownia tomentosa  possède 3 synonymes homotypiques :
- Bignonia tomentosa Thunb. dans Nova Acta Soc. Sci. Upsal. 4 : 39 (1783)
- Incarvillea tomentosa (Thunb.) Spreng. dans Syst. Veg., éd. 16. 2 : 836 (1825)
- Paulownia imperialis Siebold & Zucc. dans Fl. Jap. 1 : 27 (1835), nom. superfl.

## Description
Paulownia tomentosa est une espèce monoïque caduque à port étalé qui peut mesurer jusqu'à 20 m de haut.
Ses rameaux pubescents sont nettement lenticellés, glanduleux visqueux à l’état jeune. Ses grandes feuilles opposées de 20 à 40 cm cordiformes ont un dessous tomenteux (soyeux) qui lui a donné l'appellation tomentosa et de longs pétioles.
L’inflorescence est un thyrse pyramidale à étroitement conique, formé d’une grappe de cymes à 3 ou 4 fleurs, jusqu’à 50 cm de longueur.
Les fleurs violettes mellifères ont une odeur de violette et ressemblent à celles du Catalpa ou de la digitale mais elles sont en grappes de cymes apparaissant avant les feuilles. La corolle pourpre, en forme d’entonnoir-campanulée, de 5 à 7,5 cm est striée ventralement, glandulaire à l’extérieur, glabre à l’intérieur. Le style est plus court que les étamines.
Les fruits sont des capsules solides ovales et pointues persistantes en hiver mesurant jusqu'à 5 cm de long. Elles contiennent jusqu'à 1 200 graines ailées.
Il présente la particularité d'absorber jusqu'à 10 fois plus de CO2 que les autres espèces d'arbres.

### Confusion possible

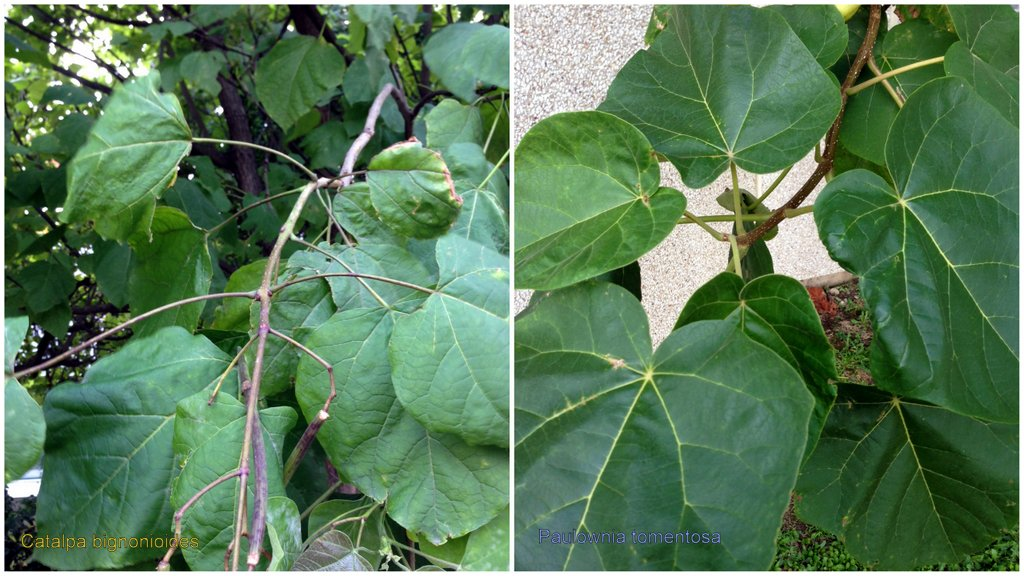
Comparatif de feuilles (verticillées) de Catalpa et feuilles (opposées) de Paulownia.

Une autre espèce ornementale souvent plantée dans les parcs et jardins, le Catalpa (Catalpa bignonioides), lui ressemble beaucoup mais appartient à une autre famille : les Bignoniacées. Le Paulownia se distingue notamment par les fleurs violettes, les feuilles opposées (plutôt que verticillées par 2-3) et pubescentes sur les deux faces (plutôt que glabre sur le dessus), et les fruits en capsules ovoïdes de 4 cm de long.

## Répartition
Selon POWO, l’aire de répartition naturelle de cette espèce est la Chine centrale et orientale, et la Corée.
Il a été introduit au Japon puis en Europe, en 1834, et en Amérique du Nord.
Au Jardin des Plantes de Paris, le chef des Serres, Joseph Neumann, après avoir semé en 1834 des graines de Paulownia tomentosa, dut attendre jusqu’en 1844, pour contempler la première floraison (d’après une autre source sa 1ère floraison serait en mai 1842). Il est resté en vie 122 ans, jusqu’à sa mort en 1956. Actuellement, il y a près de 900 paulownia plantés dans Paris (voir carte).
Il est arrivé en Grande-Bretagne en 1840.
En 1843, sa présence à la Parson’s Nursery dans le Queens (New-York) est notée dans l’American Agriculturalist d’août 1843. Une livraison du Jardin des plantes de Paris arriva au début de 1843 à Boston. Après 1901, plusieurs auteurs signalent la découverte de paulownia « échappé de culture ».

## Culture

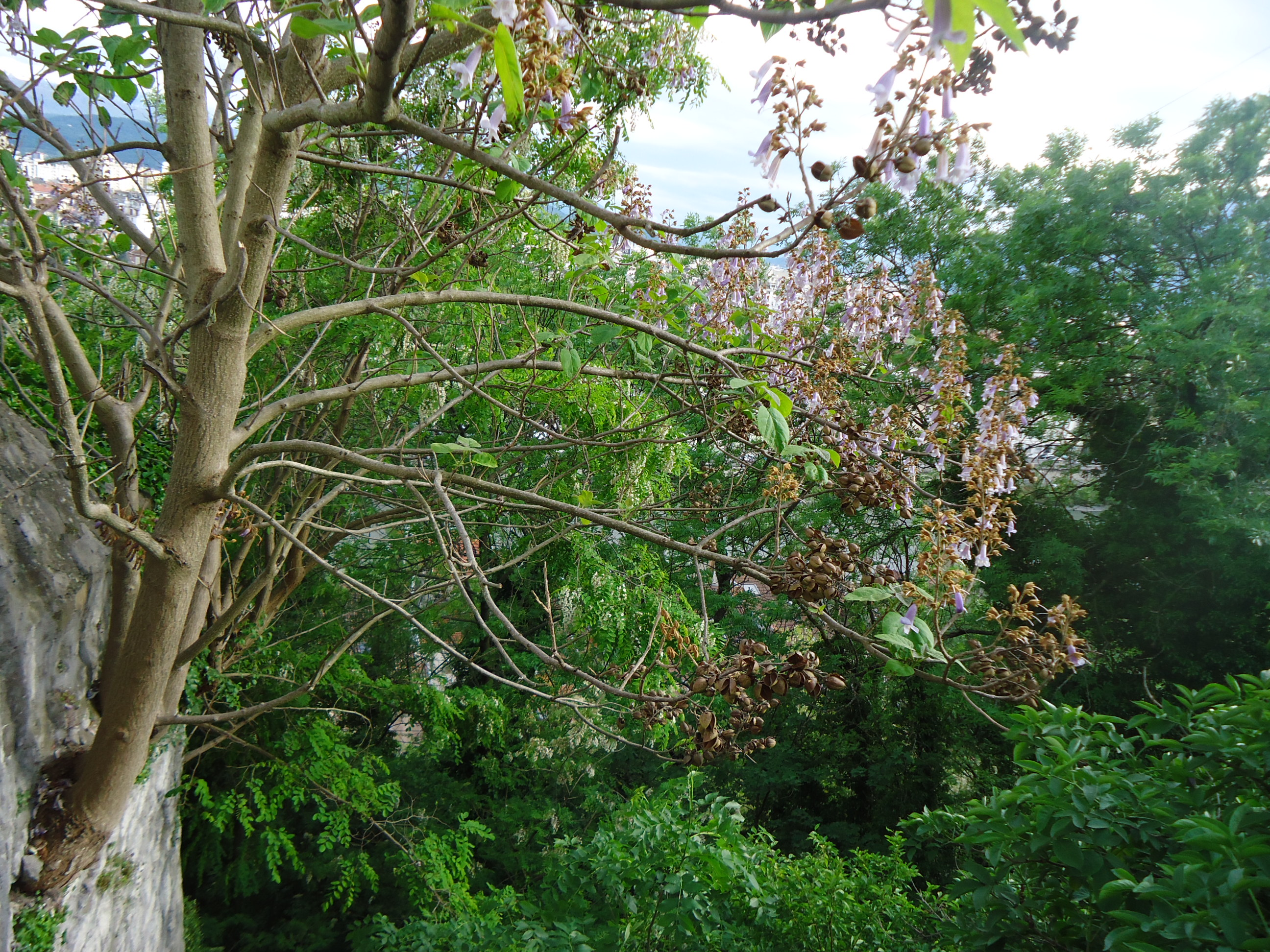
Paulownia tomentosa poussant dans un mur de soutènement.

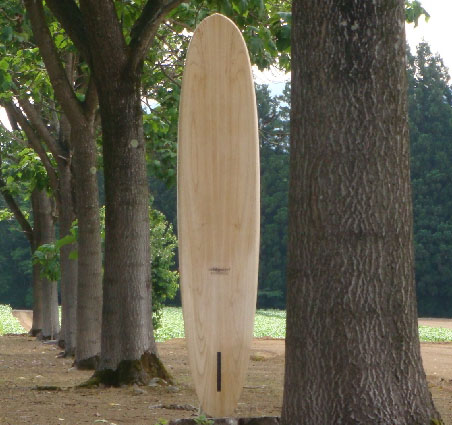
Paulownia

Le Paulownia tomentosa préfère un sol humifère, drainant, à pH neutre (5-8,5) mais il tolère une large variété de types de sol. Pour cette raison, il fonctionne écologiquement comme une plante pionnière. Il pousse bien tant qu'il est en plein soleil mais ne survit pas si des arbres plus grands viennent à le mettre à l'ombre.
Il peut en revanche survivre aux feux de forêt car ses racines se régénèrent vite et sa croissance est rapide.
L'arbre est capable de se développer à partir de petits interstices dans des murs ou des dallages.
Dans les zones à hiver très rigoureux, on peut rabattre l'arbre à la fin de l'hiver afin qu'il reparte de souche au printemps. Dans ce cas, il poussera de 3 à 4 m dans l'année et formera des feuilles plus grandes (jusqu'à 60 cm). En revanche, il ne fleurira pas car les fleurs apparaissent uniquement sur du bois de deux ans.
L'arbre se reproduit facilement par semis et donne ses premières fleurs vers l'âge de huit ans. Les graines ayant besoin de lumière et d'humidité pour bien germer, on recommande de les faire tremper dans un récipient en verre exposé à la lumière pendant une quinzaine de jours. On pourra alors récupérer de petites plantules à mettre en pots individuels sous serre pour que la plantule puisse continuer à se développer correctement.

## Utilisation
Paulownia tomentosa est un arbre prisé pour son bois léger, aux caractéristiques de densité, de dureté et de résistance, se situant entre le balsa et le peuplier, avec lequel sont confectionnées les grandes boites de thé ensuite exportées, ainsi que les semelles des geta. Il supporte bien la taille et la pollution. Son large système racinaire empêche l'érosion des sols[réf. nécessaire].

### Arbre d'agrément
En Chine, le Paulownia se rencontre tant isolé qu'en bosquet ou agencé en alignement. Apprécié pour son ombre et son apport en azote, on le remarque dans les jardins d'agrément, au bord des terrains maraîchers et dans les friches qu'il colonise facilement. Il est aussi beaucoup planté en ornement dans le monde occidental depuis le XIXe siècle

### Pharmacologie
Les feuilles, fleurs et fruits du Paulownia contiennent un Verbascoside (synonyme: Acétoside), grossièrement décrit, un composant du sucre organique, agrémenté d’un résidu d'acide caféique que l’on retrouve dans la verveine[Laquelle ?] ou les griffes de sorcière[réf. souhaitée]. C’est ce qui confère à l'huile qu'on en tire comme aux baumes qui peuvent être composés, des propriétés anti-oxydantes, anti-inflammatoires et anti-microbiennes[réf. nécessaire].
En médecine traditionnelle chinoise (MTC) Paulownia tomentosa, appelé 毛泡桐 Mao Pao Tong fait l'objet de recherches, car des vertus lui sont reconnues. Ainsi ses sesquiterpénoïdes sont utilisés dans le freinage de la prolifération des cellules cancéreuses, ses flavonoïdes sont appliqués dans le traitement de certaines formes de carcinomes, ses glycocides phénoliques dans celui de certaines formes de leucémies (K562).

### Parfumerie
Les fleurs de Paulwonia tomentosa entrent dans la composition de parfums,.

### Agriculture
En agroforesterie, ses feuilles, riches en azote, fournissent un bon fourrage, pour les ruminants et les porcins notamment.

### Industrie du bois
P. tomentosa, qui résiste au froid, est cultivé dans les climats tempérés du monde entier, outre le Nord de la Chine.
Pour la filière bois d'Asie, en revanche, deux de ses cousins sont plus recherchés que lui pour des raisons climatologiques : les espèces aimant la chaleur, Paulownia elongata et Paulownia fortunei. Elles sont abondamment cultivées en Chine puisqu'elles représentent une surface de près de 1,3 million d'hectares,,,,,.
Leur bois est utilisé pour fabriquer des pergolas, des meubles, des instruments de musique, des cerfs-volants, des objets d'art ou encore une partie des planches de surf dites "alaia" car outre sa légèreté, il absorbe très peu l'eau.
Caractères techniques :
| Cernes :       | Limites de distinctes.    |
| Bois de cœur : | blanc ou gris.            |
| Aubier :       | identique au bois de cœur |
| Densité :      | 0,25–0,3 g/cm3            |

Le bois de Paulownia tomentosa ne convient pas aux utilisations qui nécessitent une résistance mécanique, bien qu'il soit largement utilisé pour les maisons (poutres et pannes). Le bois de paulownia est léger, résistant à la pourriture et exempt de déformations, de fissures et de nœuds, il peut donc être utilisé pour les modèles réduits d'avions, les planeurs, la réalisation de chaises et de tables en contreplaqué, ou encore de cartons d'emballage.

### Plante mellifère
Le Paulownia est une plante mellifère qui donne un miel ressemblant au miel d'acacia.

## Aspects culturels

### Chine
Dans la tradition chinoise, le Paulownia est symboliquement associé au phénix et à l’impératrice.
Attribué à Zhuangzi, un penseur chinois ayant vécu à Meng, en Chine du nord, de 370 à 301 av. J.-C., le recueil de textes qui porte son nom, le Zhuangzi, précise que le phénix ne peut se poser que sur les Paulownias. Motif utilisé dans les vêtements destinés à la maison impériale chinoise dès le début du XIe siècle, le Paulownia et le phénix sont associés aux symboles des quatre orients. La légende de la princesse Bari accorde une place de choix au paulownia.
Depuis la dynastie Yuan (1271-1368), le phénix symbolise l'impératrice, tandis que l'empereur est représenté par le dragon.
Dans certaines régions de Chine, la tradition voulait qu'on plante un Paulownia à la naissance d'une fille. L'arbre grandissait avec elle et pour son mariage, l'arbre était abattu et son bois servait de dot.

### Japon

Le sceau de Mikado, aujourd’hui l’emblème du gouvernement du Japon

Au Japon, depuis l'époque de l'empereur Go-Daigo qui a régné de 1318 à 1339, les feuilles de Paulownia constituent un des emblèmes destiné à honorer des personnages méritants. Le shogun Ashikaga Takauji a reçu de Go-Daigo cette distinction, dont la famille Ashikaga s’est emparée jusqu’au XVIe siècle. À partir de cette époque, l’empereur l'a attribuée au daimyo, Toyotomi Hideyoshi (1536-1598).
Les feuilles de Paulownia symbolisent le Cabinet du premier ministre japonais "Go-Shichi no Kiri". L’ordre du Soleil levant, fondé par l'empereur Meiji en 1875, décoré de feuilles de Paulownia, est une importante distinction du gouvernement japonais.

### Europe
Le Paulownia doit son nom générique à un rapprochement fait en 1835 par Philipp Franz von Siebold entre la noblesse et la beauté de cet arbre et celles de la princesse des Pays-Bas, Anna Paulowna, fille du tsar Paul Ier de Russie, mais surtout « fort en honneur au Japon » à l'époque d'après ce botaniste. C'est pourquoi l'arbre est parfois appelé Arbre d'Anna Paulowna.